# Agenzia esecutiva per l'istruzione e la cultura
L'Agenzia esecutiva per l'istruzione e la cultura (EACEA), prima del 1º aprile 2021 Agenzia esecutiva per l'istruzione, gli audiovisivi e la cultura, è un'agenzia dell'Unione europea istituita il 1º gennaio 2006 per gestire i programmi dell'Unione europea in materia d'istruzione, cultura e nel campo audiovisivo. Dipende direttamente dalla Commissione europea. Il ruolo attribuito all'Agenzia riguarda tutti gli aspetti legati alla corretta gestione dei finanziamenti stanziati per i diversi programmi comunitari posti sotto la sua giurisdizione. Tra questi:
- Erasmus+, il programma europeo per istruzione, formazione, gioventù e sport, ivi incluse le azioni del Programma che godono di autonomia di budget, come eTwinning e EPALE
- Eurydice, la rete di informazione, studio e analisi dei sistemi educativi in Europa
- Creative Europe, rivolto allo sviluppo della cultura dell'audivisivo
- Europe for Citizens
- EU AID Volunteers
- ESC, European Solidarity Corps